# Fondiaria-Sai
Fondiaria-Sai war ein italienisches Versicherungsunternehmen mit Firmensitz in Turin.
Fondiaria-Sai war im Finanzindex FTSE MIB gelistet. Das Unternehmen entstand im Dezember 2002 aus der Fusion der italienischen Unternehmen La Fondiaria S.p.A. und SAI S.p.A. Der Fondiaria-Sai-Konzern umfasste rund 100 Gesellschaften. Neben dem Versicherungsgeschäft als Kernaktivität war die Gruppe auch im Bankgeschäft tätig. Im Dezember 2013 erfolgte die Fusion der Versicherungsunternehmen Fondiaria-Sai mit der Milano Assicurazioni, Unipol Assicurazioni und Premafin, daraus entstand die UnipolSai S.p.A. Sie startete mit dem Jahr 2014, ist im FTSE MIB gelistet und steht unter der Führung der Unipol Gruppo S.p.A.

## Unternehmensbeteiligungen
- Milano Assicurazioni
- Siat
- Sasa
- Sasa Vita
- Liguria Assicurazioni
- Liguria Vita, Generalversicherungen
- Systema, Bankenversicherungen
- Europa Tutela Giudiziaria, Rechtsversicherungen
- Banca Gesfid in Lugano, Vermögensverwaltung